# Mayumi Azuma
Mayumi Azuma (東 まゆみ, Azuma Mayumi), nascuda el 24 d'abril de 1975, és una mangaka japonesa que és la creadora del manga (en procés) Elemental Gelade, que fou adaptat a una sèrie d'animació de 26 episodis, i del manga spinoff Elemental Gelade: Flag of Blue Sky. També és coneguda per crear l'adaptació a manga de Star Ocean: The Second Story basada en el videojoc.
Abans que la seua carrera prenguera vol, començà treballant com assistant del mangaka Kozue Amano, creador de Aria.

## Treballs
- Manga
  - Enix
    - Night Walker! (ナイトウォーカー!) (1995 - 1996, Monthly Shōnen GagOh!)
    - Get! ((漫画)) (1999, Monthly Shōnen Gangan)
    - Vampire Savior: Tamashii no Mayoigo (ヴァンパイア セイヴァー ～魂の迷い子～) (1997 - 2001, Monthly Gangan WING)
    - Star Ocean: The Second Story (スターオーシャン セカンドストーリー) (1999 - 2001, Monthly Shōnen Gangan)

  - Mag Garden
    - Elemental Gelade (エレメンタル ジェレイド) (2002 - present, Monthly Comic Blade)
    - Elemental Gelade: Flag of Blue Sky (蒼空の戦旗) (2003 - present, Comic Blade Masamune)
- Videojoc
  - Star Ocean: Blue Sphere